# کامیل کوتین
کامیل کوتین (فرانسوی: [kamij kɔtɛ̃]؛ زادهٔ ۱ دسامبر ۱۹۷۸) بازیگر و کمدین فرانسوی است. او پس از اولین حضور خود به‌عنوان یک بازیگر صحنه، در سال ۲۰۱۳ برای بازی در نقش یک زن پاریسی دمدمی مزاج در مجموعه تلویزیونی دوربین مخفی عوضی (۲۰۱۳–۲۰۱۵) محصول کانال+ و همچنین در یک فیلم تئاتری اقتباس‌شده از مجموعهٔ هرزه پاریسی، شاهدخت قلب‌ها (۲۰۱۵)، که موفقیت قابل توجهی را برای او در فرانسه به ارمغان آورد، شناخته شد.
شهرت بین‌المللی کوتین با بازی در نقش آندریا مارتل در سریال درام کارگزار مرا خبر کنید! (۲۰۱۵–اکنون) محصول شبکهٔ فرانسه ۲ افزایش یافت. او پس از آن نقش‌های اصلی را در فیلم‌هایی مانند بیبی بامپز (۲۰۱۷)، دور ریخته‌شده (۲۰۱۸)، عکس خانوادگی (۲۰۱۸)، معمای هنری پیک (۲۰۱۹) و خیره (۲۰۱۹) بازی کرد. کوتین نخستین حضور خود در یک فیلم انگلیسی‌زبان را در یک فیلم هیجان‌انگیز ساختهٔ رابرت زمکیس با نام متفقین (۲۰۱۶) تجربه کرد و پس از آن در مجموعه تلویزیونی درام بی‌بی‌سی آمریکا با نام کشتن ایو (۲۰۲۰–۲۰۲۲) حضور یافت. در سال ۲۰۲۱، او در کنار مت دیمون در استیل‌واتر به به ایفای نقش پرداخت و در فیلم جنایی زندگینامه‌ای ساختهٔ ریدلی اسکات با نام خاندان گوچی نیز حضور یافت.

## زندگی و حرفه

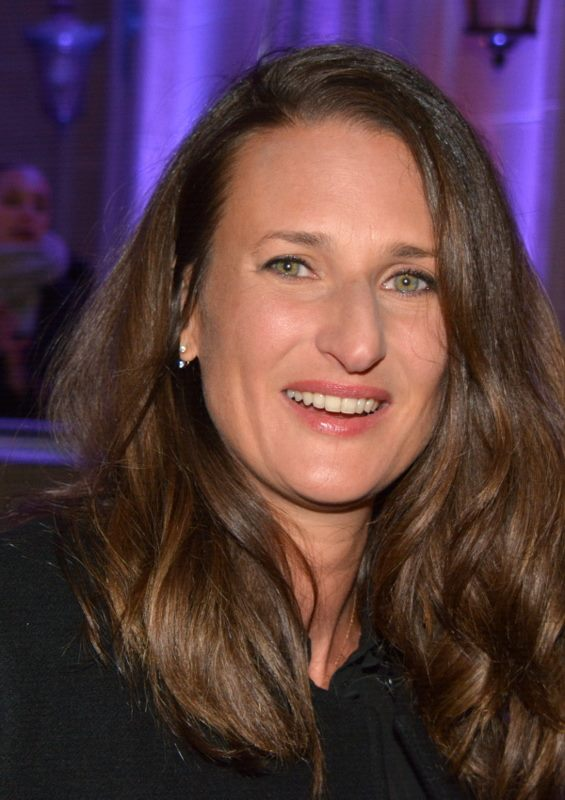
کوتین در سال ۲۰۱۶

کامیل کوتین در پاریس متولد شد، اما سال‌های نوجوانی خود را در لندن گذراند و سپس به فرانسه بازگشت و در آنجا به تدریس زبان انگلیسی در دبیرستان مشغول شد. در همان زمان، او در کلاس‌های یک سالن نمایش و یک مدرسهٔ هنرهای نمایشی شرکت کرد و پس از آن نیز در کلاس‌های شرکت «تئاتر وویاگور» حضور یافت. او در بسیاری از فیلم‌ها و مجموعه‌های تلویزیونی نقش‌های کوچکی ایفا کرد. در سال ۲۰۰۹، او به «گروه پالماد» پیوست. او در همان سال در یک تیزر تبلیغاتی برای یک دستگاه تلفن ژاپنی به کارگردانی وس اندرسن و برد پیت و با آهنگسازی سرژ گنسبور با آهنگ «عروسک مومی، عروسک صوتی»، به خوانندگی فرانس گال ظاهر شد.
کوتین سال ۲۰۱۳ نقش اصلی را در مجموعه تلویزیونی عوضی پخش‌شده از کانال+ محصول شرکت سایلکس فیلمز ایفا کرد؛ مجموعه‌ای که شامل طرح‌هایی در دوربین صادقانه بود و طول هر کدام از این طرح‌ها کمتر از دو دقیقه بود. قسمت‌های این مجموعه، که توسط نومی ساگلیو و الویز لنگ نوشته شده‌بودند، در لا گراند ژورنال پخش شدند و از ۴ مارس ۲۰۱۴ نیز به صورت دی‌وی‌دی در دسترس قرار گرفتند. او بعداً در یک فیلم اقتباس‌شده از یک مجموعهٔ تلویزیونی با عنوان هرزه فرانسوی، شاهدخت قلب‌ها، که در سال ۲۰۱۵منتشر شد، حضور یافت.
در سال ۲۰۱۵، کوتین نقش اصلی مأمور آندره مارتل را در مجموعهٔ تلویزیونی چهار فصلی کارگزار مرا خبر کنید! اجرا کرد (فصل پنجم و یک فیلم در حال ساخت هستند) که ابتدا از فرانسه ۲ پخش شد و بعداً نیز به‌طور بین‌المللی و گسترده در نتفلیکس منتشر شد. کوتین برای ایفای نقش خود در این مجموعه برندهٔ جایزهٔ بهترین بازیگر زن ACS شد. در سال ۲۰۱۶، کوتین در فیلم‌های متفقین، در سایهٔ آیرس و پاتارهای افسانه‌ای ظاهر شد.

## زندگی شخصی
کامیل کوتین دختر ژیل کوتین، هنرمند فرانسوی است. او در سال ۲۰۰۵ با یک معمار ازدواج کرد و اکنون دارای دو فرزند است: یک پسر که در سال ۲۰۰۹ زاده شد و یک دختر متولد اوت ۲۰۱۵. پدربزرگ او پل کوتین، مورخ و مدیر سابق کتابخانه آرسنال بود.

## فیلم‌شناسی

### فیلم
| فیلم‌هایی که هنوز منتشر نشده‌اند | به فیلم‌هایی اشاره دارد که هنوز منتشر نشده‌اند |

| سال  | عنوان                         | نقش                     | توضیحات                             |
| ---- | ----------------------------- | ----------------------- | ----------------------------------- |
| ۲۰۰۱ | یاماکاسی                      | —                       | بازیگر پس زمینه، در تیتراژ ذکر نشده |
| ۲۰۰۶ | اودیل…                        | یک زن                   | فیلم کوتاه                          |
| ۲۰۰۹ | مشکل با تام                   | آنه                     | فیلم کوتاه                          |
| ۲۰۱۱ | برنارد و فیلس، خودکشی در خانه | پنه‌لوپه                 | فیلم کوتاه                          |
| ۲۰۱۱ | روزی روزگاری                  | مادر ژولیت              |                                     |
| ۲۰۱۲ | نوار من                       | —                       | فیلم کوتاه                          |
| ۲۰۱۴ | غزال‌ها                        | امیلی                   |                                     |
| ۲۰۱۵ | دختری را بوسیدم               | کلمانس                  |                                     |
| ۲۰۱۵ | هرزه پاریسی، شاهدخت قلب‌ها     | کامیلا، «کناس»          |                                     |
| ۲۰۱۵ | گوریل‌ها                       | امیلی                   |                                     |
| ۲۰۱۵ | آیندهٔ ما                      | جرالدین                 |                                     |
| ۲۰۱۶ | آیرس                          | رئیس ناتالی واسور       |                                     |
| ۲۰۱۶ | سیگار و شکلات داغ             | سورین گرلو              |                                     |
| ۲۰۱۶ | متفقین                        | مونیک                   | اولین حضور در یک فیلم انگلیسی‌زبان   |
| ۲۰۱۶ | بالرین                        | فلیس لو براس (صداپیشه)  | دوبله اصلی                          |
| ۲۰۱۷ | مانند مادر، مانند دختر        | آوریل                   |                                     |
| ۲۰۱۸ | بزرگ                          | رز                      |                                     |
| ۲۰۱۸ | عکس خانوادگی                  | السا                    |                                     |
| ۲۰۱۹ | اولین تعطیلات                 | فلور                    |                                     |
| ۲۰۱۹ | جانوران                       | کارآگاه کامو            |                                     |
| ۲۰۱۹ | معمای هنری پیک                | جوزفین پیک              |                                     |
| ۲۰۱۹ | اتاق ۲۱۲                      | ایرنه هافنر در ۴۰ سالگی |                                     |
| ۲۰۱۹ | دو ماه                        | روان‌شناس ملانی          |                                     |
| ۲۰۱۹ | خیره                          | کریستین لورمل           |                                     |
| ۲۰۲۰ | خون‌آشام کوچولو                | مادام پاندورا (صداپیشه) | دوبله اصلی                          |
| ۲۰۲۰ | روح                           | ۲۲ (صداپیشه)            | دوبله فرانسوی                       |
| ۲۰۲۱ | ۲۲ در مقابل زمین              | ۲۲ (صداپیشه)            | فیلم کوتاه با دوبله فرانسوی         |
| ۲۰۲۱ | استیل‌واتر                     | ویرجینی                 |                                     |
| ۲۰۲۱ | مون لژیونر                    | سلین                    |                                     |
| ۲۰۲۱ | خانه مد گوچی                  | پائولا فرانچی           |                                     |
| گلدا | لو کادار                      | فیلمبرداری              |                                     |

### تلویزیون
| سال        | عنوان                    | نقش                   | یادداشت                                                            |
| ---------- | ------------------------ | --------------------- | ------------------------------------------------------------------ |
| ۲۰۰۲       | تاکسی هپ                 | مشتری                 | قسمت: «در تماس هستیم!»                                             |
| ۲۰۰۳       | دوستدار                  | یک زن                 | ۱ قسمت                                                             |
| ۲۰۰۵       | ارباب تانگو              | زن جوان فرانسوی       | فیلم تلویزیونی کوتاه                                               |
| ۲۰۰۶       | زنان قانونمند            | قربانی دیوانه         | قسمت: «تبلیغ مرگبار»                                               |
| ۲۰۰۶       | پی‌جی                     | آنابل                 | قسمت: «سوءاستفاده مشروط»                                           |
| ۲۰۰۷       | لا کمون                  | آلبان دولی            | قسمت: «شفقت»                                                       |
| ۲۰۰۸       | پی‌جی                     | مینا فرلت             | قسمت: «جلوه‌های صوتی»                                               |
| ۲۰۱۰       | شکستگی                   | همسایهٔ اسلیمن         | فیلم تلویزیونی                                                     |
| ۲۰۱۱–۲۰۱۳  | صحنهٔ خانه‌ها              | کامیل                 | ۶ قسمت                                                             |
| ۲۰۱۲       | خوردنی                   | روان‌شناس              | فیلم تلویزیونی                                                     |
| ۲۰۱۲       | روزی که همه‌چیز تغییر کرد | آنیک                  | قسمت: «رئیسم می‌خواهد رابطه‌ام را به‌هم بزند»                         |
| ۲۰۱۲       | روزی که همه‌چیز تغییر کرد | لوسی                  | قسمت: «همسرم با بهترین دوستم به من خیانت کرد»                      |
| ۲۰۱۳       | پپ                       | مارینا تروفین         | نقش اصلی (فصل ۱)                                                   |
| ۲۰۱۳–۲۰۱۵  | عوضی                     | «عوضی»                | نقش اصلی                                                           |
| ۲۰۱۳       | ووگان                    | یک زن                 | قسمت: «میدان دو مورت»                                              |
| ۲۰۱۳       | ما میوف                  | سوفی                  | نقش اصلی                                                           |
| ۲۰۱۵–اکنون | کارگزار مرا خبر کنید!    | آندریا مارتل          | نقش اصلی                                                           |
| ۲۰۱۷       | تماس‌ها                   | مادر جبرئیل (صداپیشه) | قسمت: «۲۰۲۷ - منابع چندگانه (سروون / فرانسه)»                      |
| ۲۰۱۹       | موش                      | موش                   | نقش اصلی                                                           |
| ۲۰۲۰–۲۰۲۲  | کشتن ایو                 | هلن                   | نقش اصلی (فصل ۳–۴)؛ نخستین حضور در یک برنامهٔ تلویزیونی انگلیسی‌زبان |

## جوایز و نامزدی‌ها
| سال  | جایزه                                   | دسته‌بندی                        | اثر                        | نتیجه    |
| ---- | --------------------------------------- | ------------------------------- | -------------------------- | -------- |
| ۲۰۱۶ | جوایز سزار                              | آینده‌دارترین بازیگر زن          | هرزه فرانسوی، شاهدخت قلب‌ها | نامزدشده |
| ۲۰۱۶ | انجمن منتقدان مجموعه‌های تلویزیونی       | بهترین بازیگر زن                | کارگزار مرا خبر کنید!      | برنده    |
| ۲۰۱۷ | انجمن منتقدان مجموعه‌های تلویزیونی       | بهترین بازیگر زن                | کارگزار مرا خبر کنید!      | برنده    |
| ۲۰۱۸ | جشنواره بین‌المللی فیلم کمدی آلپه دوهیوز | بهترین بازیگری                  | بزرگ                       | برنده    |
| ۲۰۱۹ | جوایز گلوب د کریستال                    | بهترین بازیگر زن درام تلویزیونی | کارگزار مرا خبر کنید!      | برنده    |
| ۲۰۱۹ | جوایز گلوب د کریستال                    | بهترین بازیگر زن کمدی           | بزرگ                       | نامزدشده |
| ۲۰۲۰ | جوایز گلوب د کریستال                    | بهترین بازیگر زن کمدی           | معمای هنری پیک             | نامزدشده |